# ليليانا ألين
ليليانا ألين (بالإسبانية: Liliana Allen) هي عداءة سريعة مكسيكية وكوبية، ولدت في 24 مارس 1970 في Cueto, Cuba ‏ في كوبا.

## وصلات خارجية
- ليليانا ألين على موقع الاتحاد الدولي لألعاب القوى (الإنجليزية)
- ليليانا ألين على موقع اللجنة الأولمبية الدولية (الإنجليزية)
- ليليانا ألين على موقع أوليمبيديا (الإنجليزية)